# Vana-Lahetaguse
Koordinaten: 58° 12′ N, 22° 7′ O
Vana-Lahetaguse ist ein Dorf (estnisch küla) auf der größten estnischen Insel Saaremaa. Es gehört zur Landgemeinde Saaremaa (bis 2017: Landgemeinde Lääne-Saare) im Kreis Saare.
Das Dorf hat keinen Einwohner mehr (Stand 1. Januar 2016). Seine Fläche beträgt 2,87 km². Es befindet sich unweit der Westküste der Insel Saaremaa.